# 青紫葛
青紫葛（学名：Cissus javana）为葡萄科白粉藤属下的一个种。

## 扩展阅读
- 維基物種上的相關：青紫葛